# Henry E. Barbour
Henry Ellsworth Barbour (ur. 8 marca 1877 w Ogdensburg, zm. 21 marca 1945 we Fresno) – amerykański polityk, członek Partii Republikańskiej.

## Działalność polityczna
W okresie od 4 marca 1919 do 3 marca 1933 przez siedem kadencji był przedstawicielem 7. okręgu wyborczego w stanie Kalifornia w Izbie Reprezentantów Stanów Zjednoczonych.